# Буківська сільська рада (Сквирський район)
| Буківська сільська рада — колишній орган місцевого самоврядування у Сквирському районі Київської області з адміністративним центром у с. Буки. Сільській раді були підпорядковані населені пункти: - с. Буки |

## Склад ради
Рада складалася з 16 депутатів та голови.

### Керівний склад ради
| ПІБ                          | Основні відомості                                                               | Дата обрання | Дата звільнення |
| ---------------------------- | ------------------------------------------------------------------------------- | ------------ | --------------- |
| Титарчук Валентина Франківна | Сільський голова, 1956 року народження, освіта, позапартійна                    | 26.03.2006   | 31.10.2010      |
| Титорчук Валентина Франківна | Сільський голова, 1956 року народження, освіта вища, позапартійна               | 31.10.2010   | 09.09.2012      |
| Пономарьова Ольга Леонідівна | Сільський голова, 1965 року народження, освіта середня спеціальна, позапартійна | 09.09.2012   |                 |

Примітка: таблиця складена за даними джерела